# Josep Fusté
Josep María Fusté Blanch (Linyola, 15 aprile 1941 – Barcellona, 20 aprile 2023) è stato un calciatore spagnolo, di ruolo centrocampista. Divenne Campione europeo con la nazionale spagnola nel 1964.

## Carriera
Fu capitano del Barcellona. In carriera indossò anche le maglie di Condal, Osasuna ed Hércules.
Giocò in nazionale 8 partite, realizzando 3 reti. Debuttò l'11 marzo 1964 in Spagna-Irlanda del Nord (5-1), realizzando nella stessa partita anche la prima rete con le Furie rosse. Partecipò al vittorioso Campione europeo del 1964.

## Palmarès

### Club

#### Competizioni nazionali
- Coppa di Spagna: 3

Barcellona: 1963, 1968, 1971

#### Competizioni internazionali
- Coppa delle Fiere: 1

Barcellona: 1965-1966

### Nazionale
- Campionato d'Europa: 1

1964